# 贾科莫·博扎诺
贾科莫·博扎诺（義大利語：Giacomo Bozzano，1933年4月12日—2008年11月21日），意大利男子拳击运动员。他曾代表意大利参加1956年夏季奥林匹克运动会拳击比赛，获得男子重量级铜牌。